# Alexandra Lemasson
Pour les articles homonymes, voir Lemasson.
Œuvres principales
Virginia Woolf (2005) La Petite Folie (2009)
Alexandra Lemasson est une journaliste, écrivaine et comédienne française.

## Biographie
En 2001, Alexandra Lemasson rejoint la rédaction du Magazine littéraire puis en 2002 celle de L’Express. De 2007 à 2009 elle collabore aux pages Culture du magazine Atmosphères.
De 2004 à 2006 Patrick Poivre d'Arvor lui confie une chronique dans son émission littéraire Vol de nuit sur TF1.
En 2009, elle inaugure sur France 2 Les Lectures d'Alexandra rubrique imaginée avec Philippe Lefait pour Des mots de minuit dans laquelle elle lit à l’auteur invité un extrait de son livre. Les Lectures d'Alexandra sont reprises chaque semaine sur L'Express.fr. Les lectures d'Alexandra se poursuivent ensuite jusqu'en 2020 sur Culturebox.
En 2013, elle imagine et présente, toujours  pour Des mots de minuit, Le Choix d’Alexandra, programmes courts portant  sur des personnalités telles que Virginia Woolf, Madeleine Malraux ou Alexandre Yersin.
En 2017 et 2018, elle assure la chronique littérature étrangère de l’émission Vive les livres ainsi que La chronique littérature de La Matinale Weekend sur CNews.
En 2019 elle renoue avec la presse écrite et signe de grands entretiens avec des écrivains dans L'Éléphant ainsi que des chroniques dans La Revue des deux mondes et Causeur.
Depuis 2024 elle est critique littéraire au JDD, une collaboration étendue depuis au JDNews.

## Écriture
En 2005, Alexandra Lemasson consacre une biographie à la romancière anglaise Virginia Woolf qui lui vaut d'être régulièrement sollicitée,.
En 2009, elle publie son premier roman, La Petite Folie qui revient sur les rapports de l’écriture et de la maladie.

## Adaptations
En 2009, elle adapte Instants de vie de Virginia Woolf et en fait une lecture au Studio-Théâtre d’Asnières.
En 2011, elle adapte Bonjour Anne de Pierrette Fleutiaux pour une carte blanche au Théâtre du Vieux-Colombier, avec Dominique Constanza de la Comédie-Française.

## Comédie
Après Le Cours Florent, Alexandra Lemasson interprète différents rôles.
- 1993 : L'Avare de Molière, mise en scène de Jean-Luc Moreau au Théâtre des Bouffes Parisiens (rôle de Mariane[10])
- 1995 : Un inspecteur vous demande de J.B. Priestley, mise en scène d’Annick Blancheteau au Théâtre Daunou[11]
- 1998 : série H avec Jamel Debbouze, de Jean-Luc Moreau, Canal+
- 1999 : La Question d’argent d’Alexandre Dumas fils, mise en scène de Régis Santon au Théâtre Silvia Monfort[12]
- 2002 : L’Avare de Molière, mise en scène de Jean-Luc Moreau en tournée (rôle d’Elvire)
- 2004 : Love & Fish d’Israel Horovitz, mise en scène de Régis Santon au Silvia Monfort[13]
- 2005 : Frappes interdites de Bernard Malaterre
- 2006 : Une femme d’honneur de Michael Perrota
- 2009 : Instants de vie de Virginia Woolf au Studio Théâtre d’Asnières
- 2011 : Bonjour, Anne de Pierrette Fleutiaux, mise en espace d’Anne Kessler au théâtre du Vieux Colombier
- 2014 : Dom Juan de Molière, mise en scène Arnaud Denis au Théâtre 14[14]

## Publications
- Virginia Woolf, éditions Gallimard, collection Folio Biographies[15], 2005.
- La Petite Folie, éditions Léo Scheer[16],[17],[18],[19], 2009.